# Helina laticerca
Helina laticerca este o specie de muște din genul Helina, familia Muscidae, descrisă de Xue și Wang în anul 1986. Conform Catalogue of Life specia Helina laticerca nu are subspecii cunoscute.